# Fichtwald
Fichtwald es un municipio del distrito de Elba-Elster, en Brandeburgo (Alemania). Pertenece al Amt (Unión de municipios) de Schlieben.
- Datos: Q553237
- Multimedia: Fichtwald / Q553237

1. ↑  Worldpostalcodes.org, código postal n.º 04936.